# 江仓站
江倉站（：／ Gangchang yeok */?）是大邱地鐵2號線沿線的一座地下車站，位於韓國大邱廣域市達西區湖山洞。

## 車站結構
站體為2面2線曲線式設計側式月台的地下車站，候車月台設有月台幕門，並有6處出口。

### 月台配置
| 大希爾 ↑ |
| \| 上    |
| ↓ 啟明大 |

| 月台 | 路線               | 目的地                   |
| ---- | ------------------ | ------------------------ |
| 上行 | ●大邱都市鐵道2號線 | 大希爾、多斯、汶陽方向   |
| 下行 | ●大邱都市鐵道2號線 | 半月堂、泛魚、嶺南大方向 |

## 歷史
- 2005年10月18日：落成啟用。

## 車站周邊
- 啟明大學
- 啟明大學附設東山醫院（朝鲜语：계명대학교 동산병원）
- 江倉郵局
- 城西農協江倉站支社
- The ARC文化館
- 湖山洞會館
- 巴湖洞公園
- 啟明科技園區

## 圖片

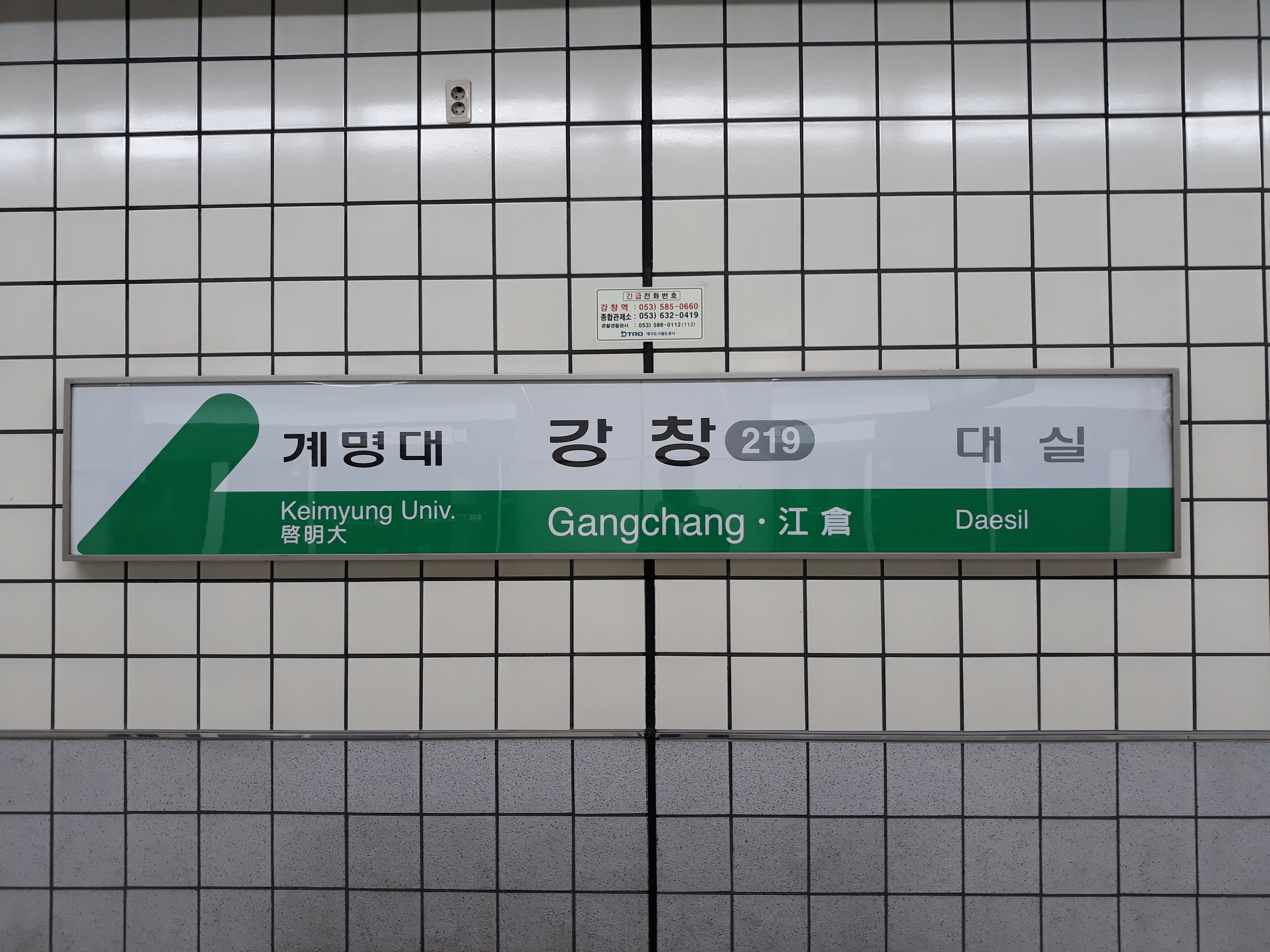
站名牌
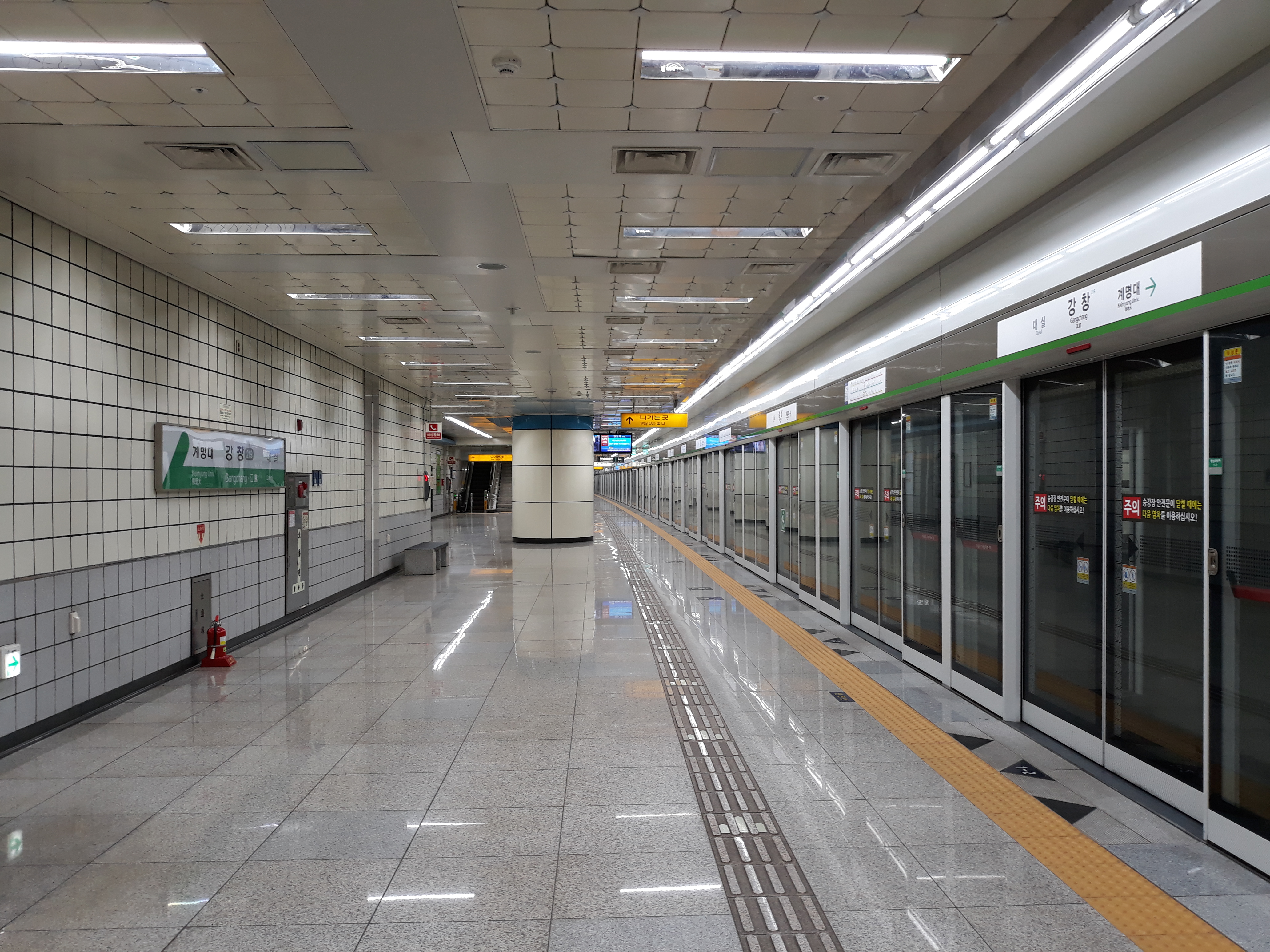
候車月台
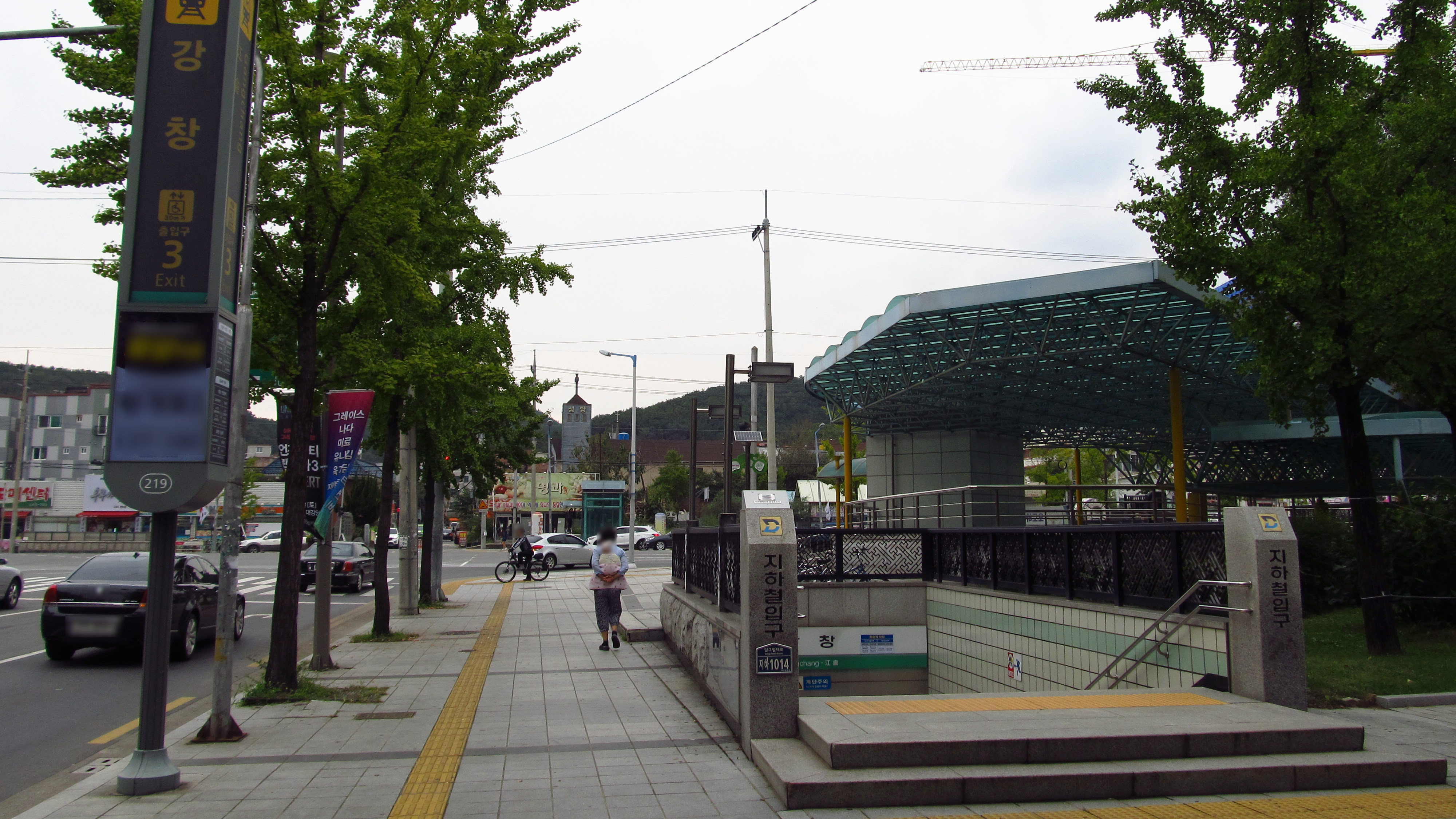
3號出口

## 相鄰車站
大邱都市鐵道公社
●大邱都市鐵道2號線
大希爾（218）－江倉（219）－啟明大（220）